# Lijst van spelers van Almere City FC
Dit is een lijst van voetballers die minimaal één officiële wedstrijd hebben gespeeld in het eerste elftal van de Nederlandse betaaldvoetbalclub Almere City FC of FC Omniworld.

## A
- Martin Abbenhuis
- Amir Absalem
- Anass Ahannach
- Soufyan Ahannach
- Salah Aharar
- Ayoub Ait Afkir
- Fahd Aktaou
- Hamdi Akujobi
- Ilias Alhaft
- Pelle van Amersfoort
- Nordin Amrabat
- Yannis Anastasiou
- Kenneth Aninkora
- Edwin van Ankeren
- Yener Arica
- Sjoerd Ars
- Jonas Arweiler
- Norair Aslanyan-Mamedov
- Oussama Assaidi

## B
- Nordin Bakker
- Emre Bal
- Álex Balboa
- Radinio Balker
- Théo Barbet
- Shane Arana Barrantes
- Guus Beaumont
- Paul Beekmans
- Michiel Belhadj
- Anwar Bensabouh
- Rogier Benschop
- Joey van den Berg
- Mark Bevaart
- Quinton Bhagwandin
- Delvechio Blackson
- Mitchel Bolck
- Enzio Boldewijn
- Jordy ter Borgh
- Thijs Bouma
- Oussama Bouyaghlafen
- Ruud Boymans
- Sven Braken
- Kevin Brands
- Biko Brazil
- Daniël Breedijk
- Nicandro Breeveld
- Travis Brent
- Bas van den Brink
- Jordy Brouwer
- Rashid Browne
- Damian van Bruggen
- Charles-Andreas Brym
- Mitchell Burgzorg
- Mike Busse
- Kees van Buuren

## C
- Ergün Çakir
- Andreas Calcan
- Zenon Caravella
- Álex Carbonell
- Yoann Cathline
- Jatto Ceesay
- Bilal Ched-Dadi
- Delano Cohen
- Milan Corryn

## D
- Damil Dankerlui
- Erixon Danso
- Dennis Darley
- Sefanja Davids
- Edwin Dekkers
- Logan Delaurier-Chaubet
- David Depetris
- Jamal Dibi
- Charles Dissels
- Luciano Dompig
- Melvin Donleben
- Madih Doufikar
- Lance Duijvestijn
- Marco van Duin
- Sander Duits
- Jason van Duiven

## E
- James Efmorfidis
- Marc van Eijk
- Nick van Eijsden
- Dwight Eind
- Mitchell Elshot
- Xian Emmers
- Marcelencio Esajas
- Kevin van Essen
- Agil Etemadi

## F
- Karim Fachtali
- Hicham Faik
- Reginald Faria
- Gino Felixdaal
- Sherel Floranus
- Edward Francis
- Erwin Friebel

## G
- Christian Gandu
- Safan Garden
- Guillermo Gauna
- Dennis Gentenaar
- Jeroen Gerritsen
- Rein Gerritsen
- Jelle Goselink
- Vincent Gouttebarge
- Roy Grinwis
- Niciano Grootfaam
- Robert Guerain
- Baptiste Guillaume
- Marco van Gulik

## H
- Philipp Haastrup
- Naoufal Haddadi
- Robbie Haemhouts
- Hanne Hagary
- Richard Haklander
- Faris Hammouti
- Kornelius Hansen
- Shayon Harrison
- Marvin Hasselbaink
- Thom Haye
- Remco Heerkens
- Dennis van der Heijden
- Michael van der Heijden
- Frederik Helstrup
- Jeroen Hessing
- Richard van Heulen
- Nicky van Hilten
- Jeredy Hilterman
- Jergé Hoefdraad
- Bradly van Hoeven
- Marc Hogervorst
- Dennis Hollart
- Ezra Hoogenboom
- Marcel Huisman
- Stefan Huisman
- Torino Hunte

## I
- Daan Ibrahim

## J
- Joey Jacobs
- Johan Jansen
- Magid Jansen
- Vincent Janssen
- Ali Jasim

## K
- Mees Kaandorp
- Junior Kadile
- Tom Kalkhuis
- Sebastian van Kammen
- Mitchell Kappenberg
- Vural Karabulut
- Sander Keller
- Stijn Keller
- Gino van Kessel
- Ricardo Kip
- Yann Kitala
- Leon de Kogel
- Ryan Koolwijk
- Peer Koopmeiners
- Dico Koppers
- Chiel Kramer
- Sam Krant
- Wilco Krimp
- Layee Kromah
- Josef Kvída

## L
- Rajiv van La Parra
- Paul de Lange
- Dyllan Lanser
- James Lawrence
- Thijs van Leeuwen
- Ramon Leeuwin
- Thibaut Lesquoy
- Anthony Limbombe
- Stefano Lilipaly
- Chelton Linger
- Youri Loen
- Kevin Luckassen
- Ramon Luijten

## M
- Sherjill Mac-Donald
- Calvin Mac-Intosch
- Miloš Malenović
- Dion Malone
- Christopher Mamengi
- Ruggero Mannes
- Jearl Margaritha
- Marvin Martins
- Faiz Mattoir
- Diangi Matusiwa
- Loïc Mbe Soh
- Stijn Meijer
- Bart Meijers
- Kofi Mensah
- Abdel Metalsi
- Rihairo Meulens
- Hilmi Mihci
- Damon Mirani
- Cendrino Misidjan
- Beau Molenaar
- Paul Mulders

## N
- Adi Nalić
- Perry Nesselaar
- Lars Nieuwpoort
- Sven Nieuwpoort
- Gianluca Nijholt
- Robin Nijman
- Olivier de Nijs
- Tomi Nyman

## O
- Jason Oost
- René Osei Kofi
- Bryan Ottenhoff
- Houssain Ouhsaine Ouichou
- Tom Overtoom
- Leeroy Owusu
- Serdar Öztürk

## P
- Pascu
- Mink Peeters
- Álvaro Peña
- Kostas Peristeridis
- Jaden Pinas
- Touvarno Pinas
- Roy Pistoor
- Timo Plattel
- Gilbrano Plet
- Emanuel Poku
- Thomas Poll
- Danny Post
- Joey Pouw
- Maarten Pouwels
- Lesmond Prinsen
- Ruben Providence
- Jeffry Puriel

## Q
- Paul Quasten

## R
- Guy Ramos
- Léon Ramos
- Kaj Ramsteijn
- Tim Receveur
- Iwan Redan
- Stije Resink
- Leroy Resodihardjo
- Jerson Ribeiro
- Dave Rijkaard
- Donny Rijnink
- Kevin Rijnvis
- Jeffrey Rijsdijk
- Jochem Ritmeester van de Kamp
- Jonathan Robertson
- Thomas Robinet
- Pablo Rosario
- Mikhail Rosheuvel
- Manel Royo
- Jordy Rullens

## S
- Samuel Şahin-Radlinger
- Gaston Salasiwa
- Sidney Schmeltz
- Rik Schouw
- Vojtěch Schulmeister
- Moustapha Seck
- Fabian Serrarens
- Gilberto da Silva
- Andy Simpe
- Thijs Sluijter
- Jorrit Smeets
- Joshua Smits
- Rodney Sneijder
- Arsenio Snijders
- Genaro Snijders
- Joey Snijders
- Edoardo Soleri
- Elias Sørensen
- Mick Stefels

## T
- Khalid Tadmine
- Anas Tahiri
- Chakib Tayeb
- Charlie Telfer
- Cees Toet
- Henri Toivomäki
- Arnoud van Toor
- Renee Troost
- Steve Tunga
- Hakan Türköz

## U
- Rafael Uiterloo

## V
- Achille Vaarnold
- Arsenio Valpoort
- Stephan Veenboer
- Nick Venema
- Thomas Verheydt
- Javier Vet
- Juan Viedma
- Ricardo Visus
- Bram van Vlerken
- Steffan Vlietstra
- Rick ten Voorde
- Niek Vossebelt
- Roy de Vries

## W
- Jasper Waalkens
- Ezra Walian
- Wamberto
- Silvester van der Water
- Jonas Wendlinger
- Tijmen Wildeboer
- Marien Willemsen
- Sem de Wit
- Allon Worms
- Michael Woud

## Y
- John Yeboah

## Z
- Rowin van Zaanen
- Vasilios Zagaritis
- Wesley Zandstra
- Género Zeefuik
- Mark Zegers
- Joshua Zimmerman